# Amongrogo
Amongrogo is een bestuurslaag in het regentschap Batang van de provincie Midden-Java, Indonesië. Amongrogo telt 2359 inwoners (volkstelling 2010).